# 12.ª reunião de cúpula do G20
A Reunião de cúpula do G20 em Hamburgo (2017) foi nos dias 07 e 8 de Julho de 2017 na cidade de Hamburgo, Alemanha.

## Líderes participantes

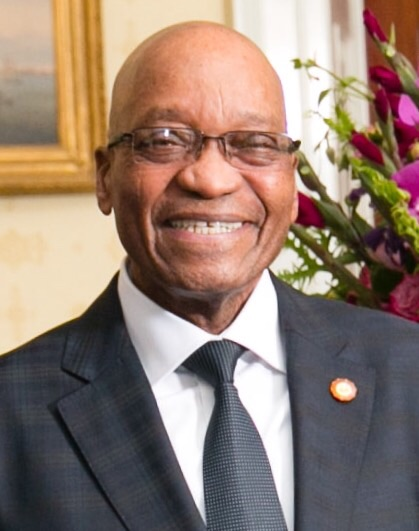
SAF Jacob Zuma, Presidente
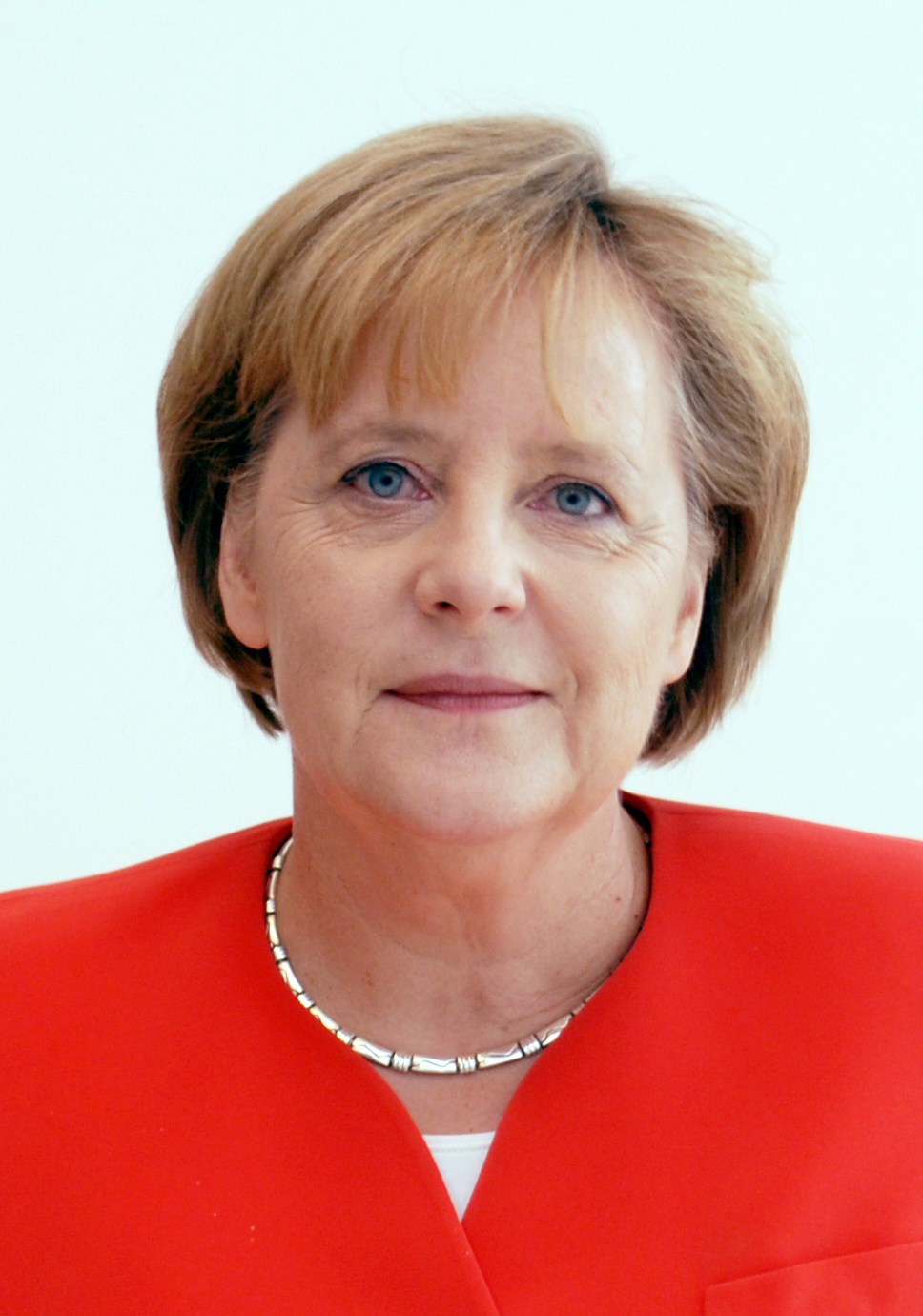
GER Angela Merkel, Chanceler
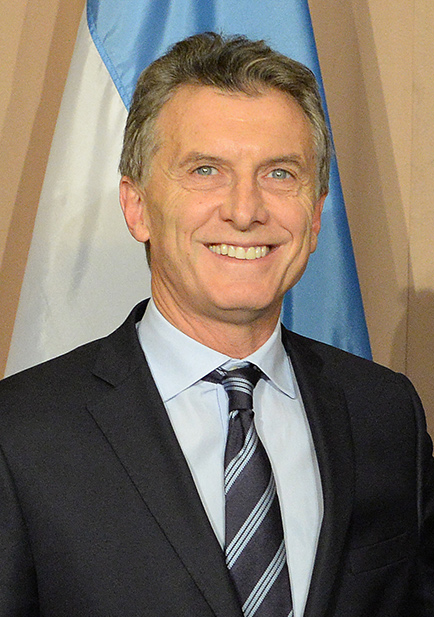
ARG Mauricio Macri, Presidente
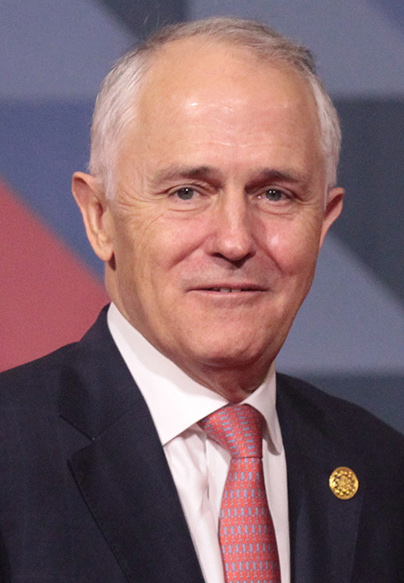
AUS Malcolm Turnbull, Primeiro-Ministro
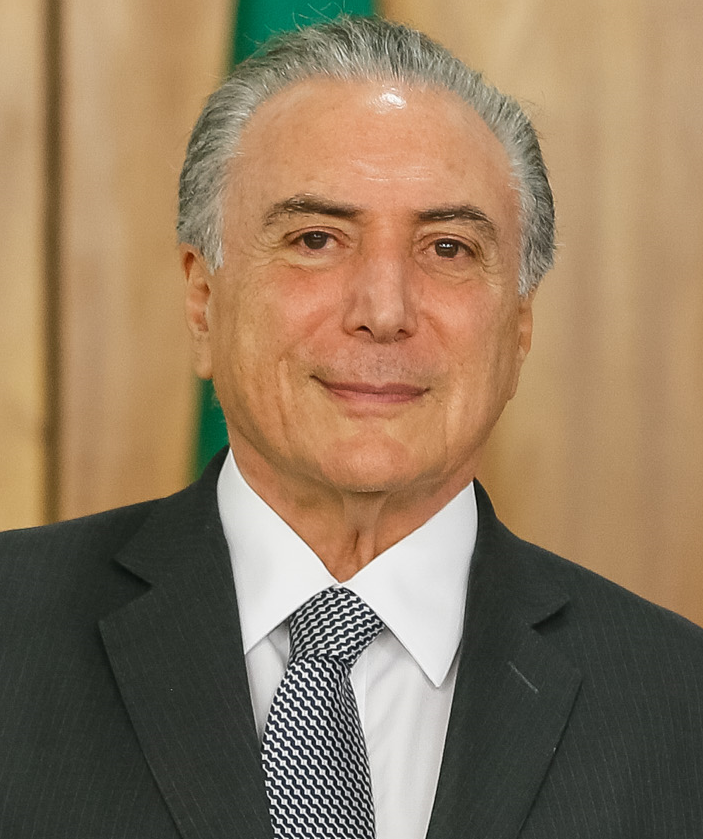
BRA Michel Temer, Presidente
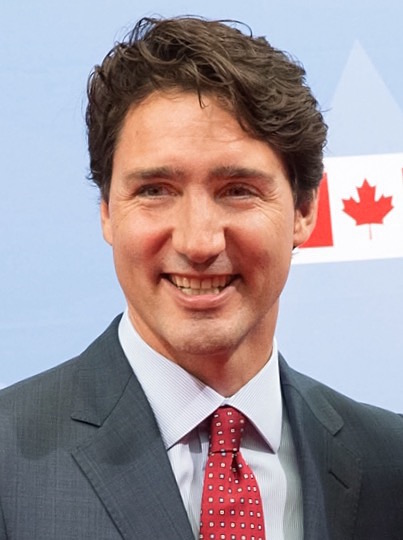
CAN Justin Trudeau, Primeiro-Ministro
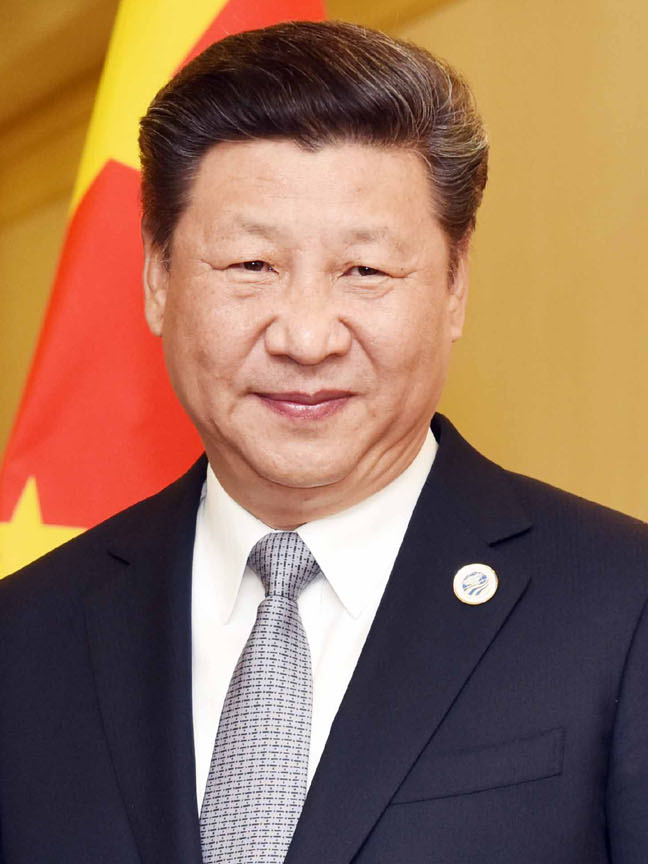
CHN Xi Jinping, Presidente
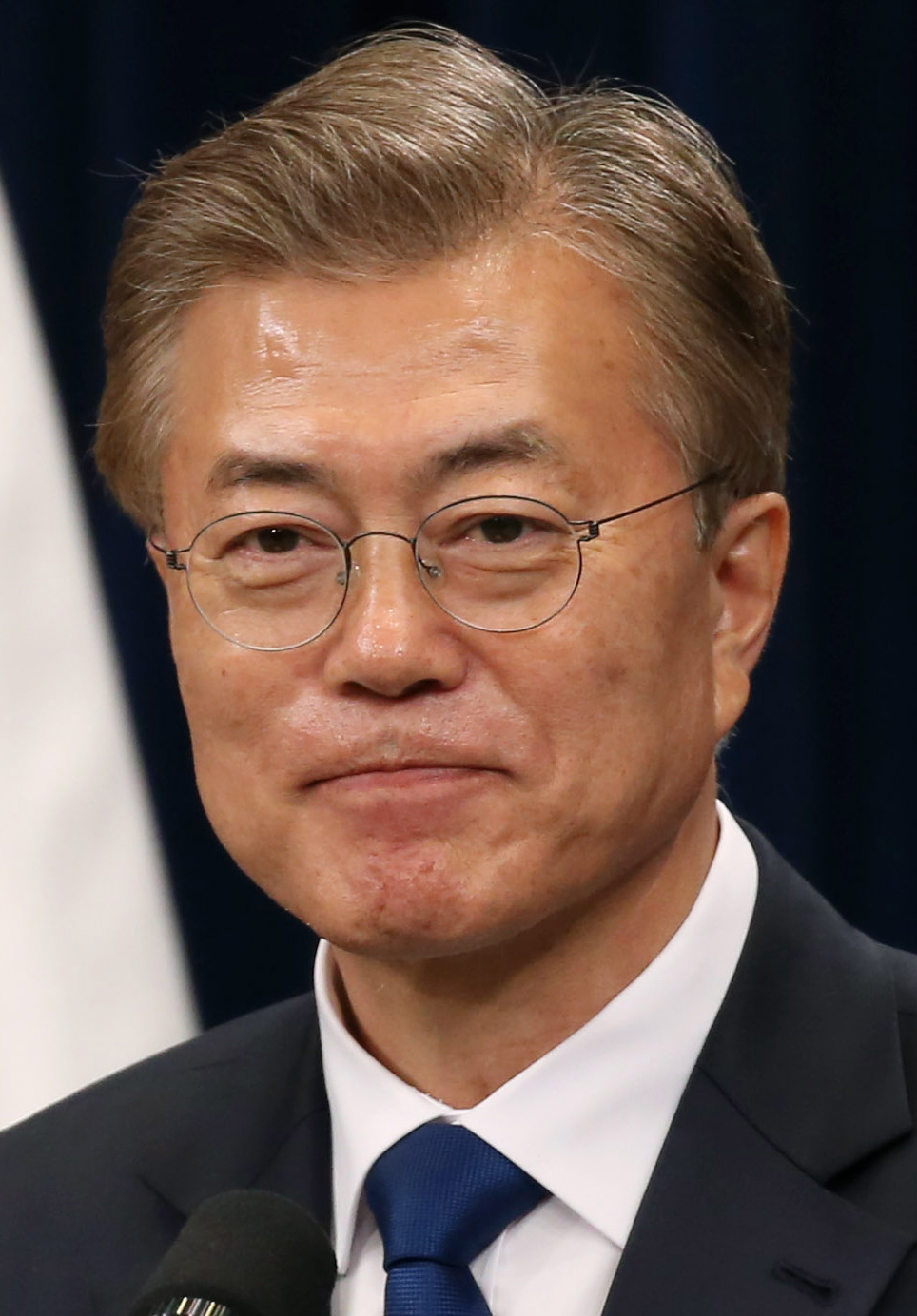
KOR Moon Jae-in, Presidente
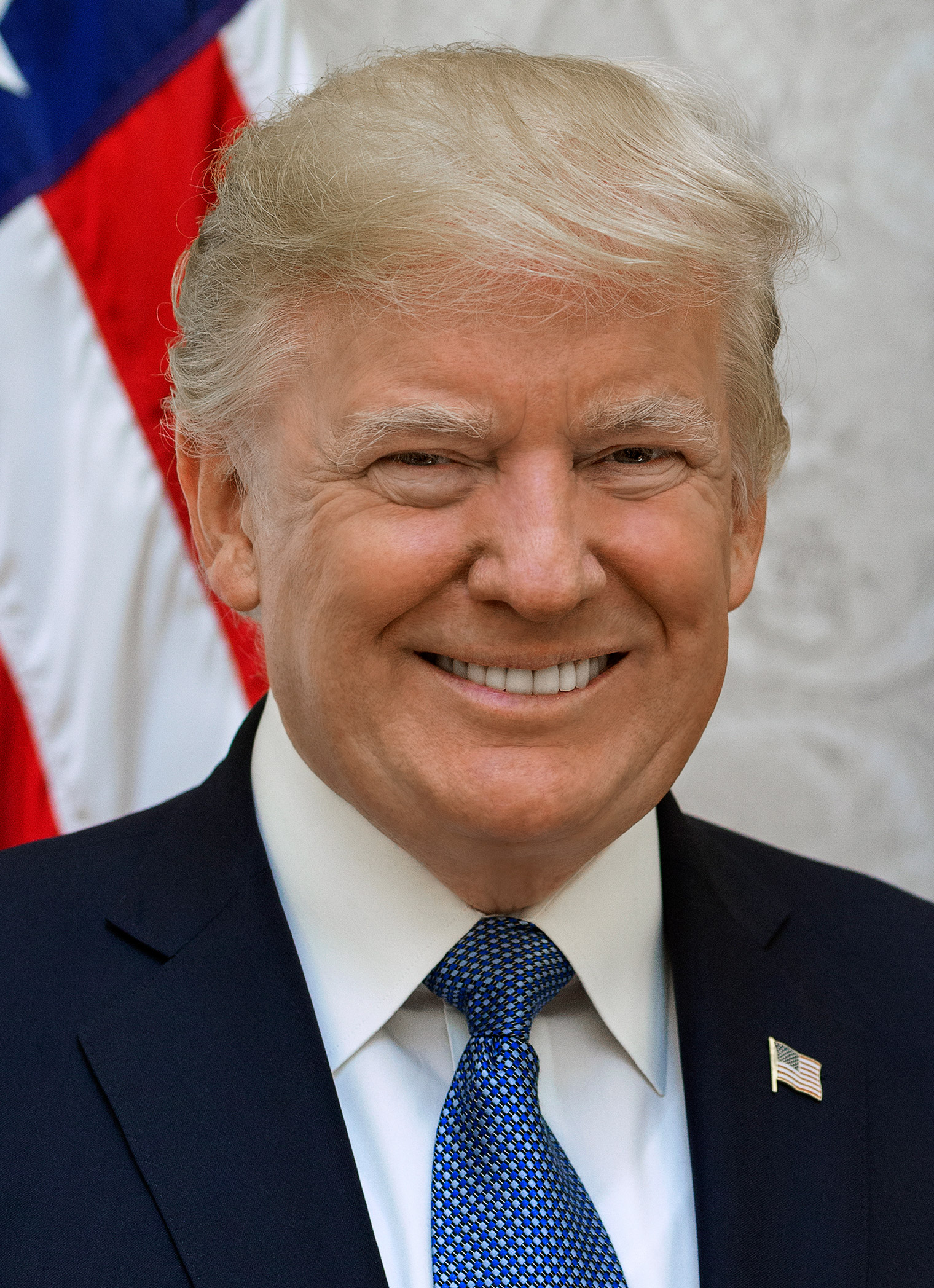
USA Donald Trump, Presidente
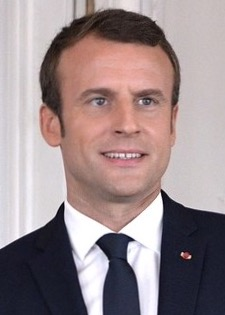
FRA Emmanuel Macron, Presidente
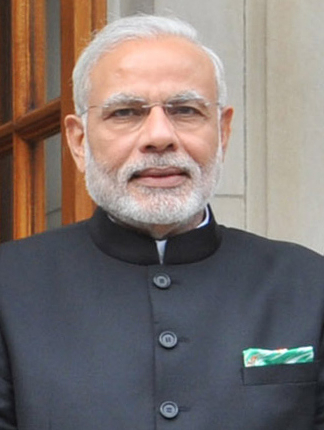
IND Narendra Modi, Primeiro-Ministro
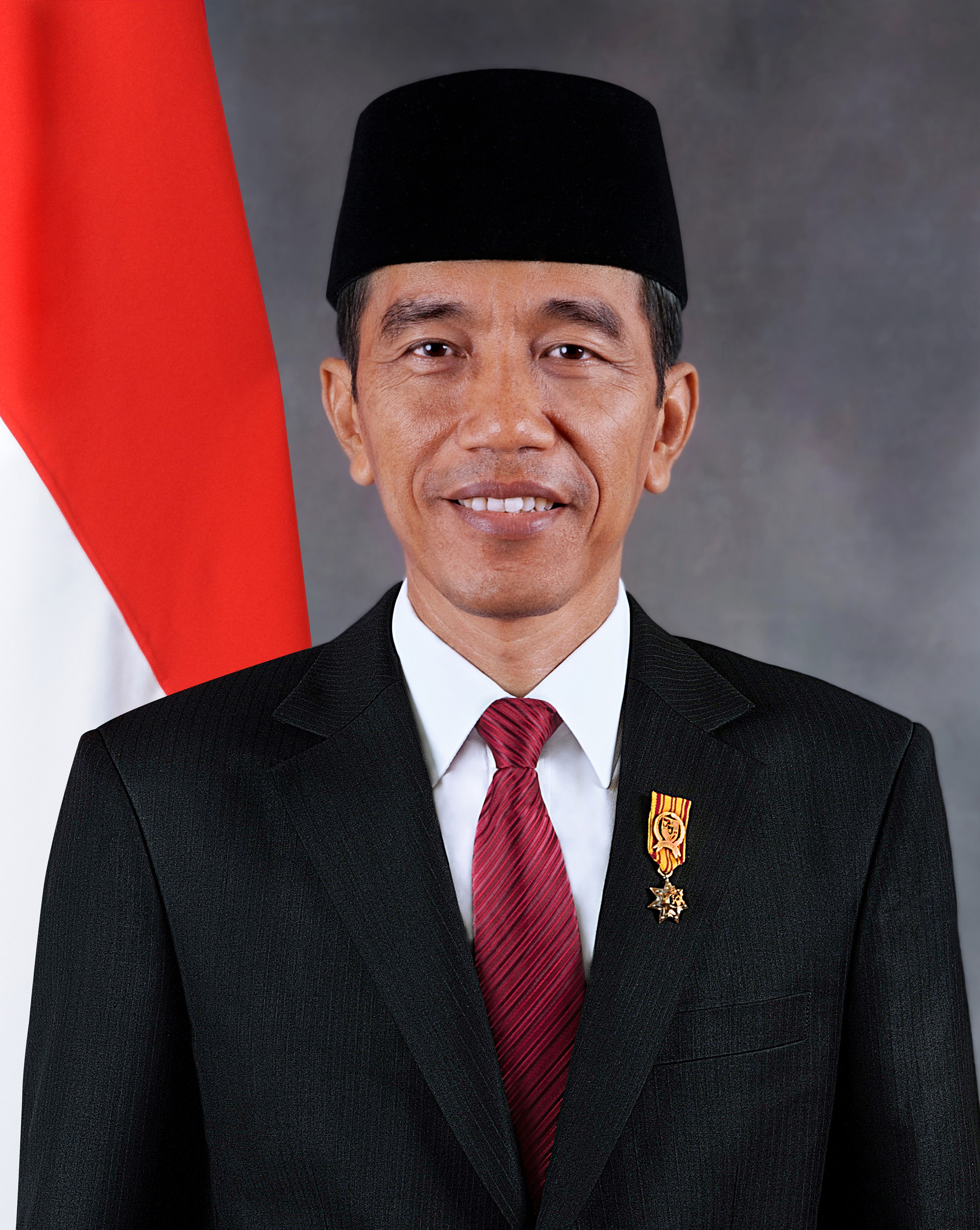
IDN Joko Widodo, Presidente
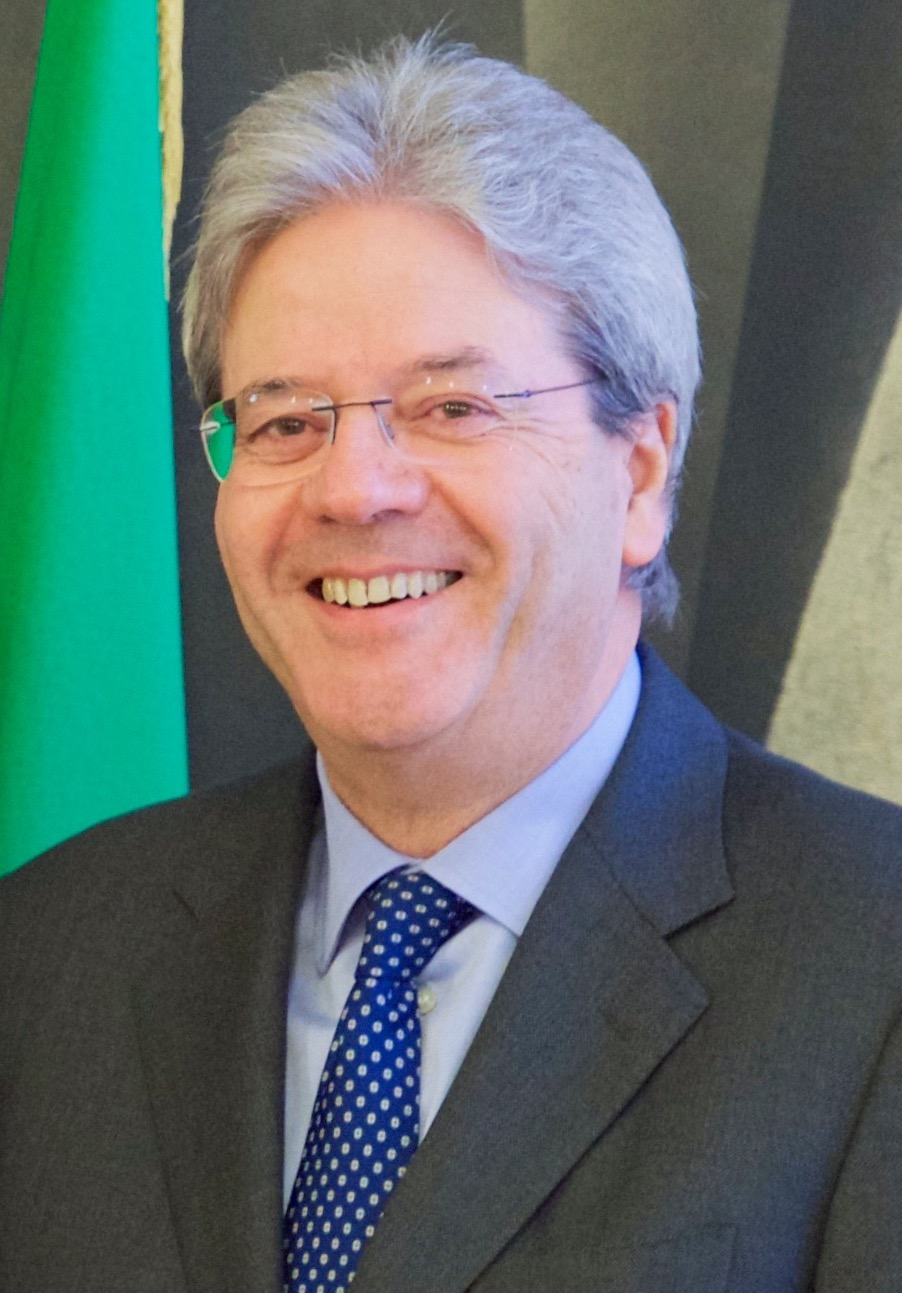
ITA Paolo Gentiloni, Primeiro-Ministro
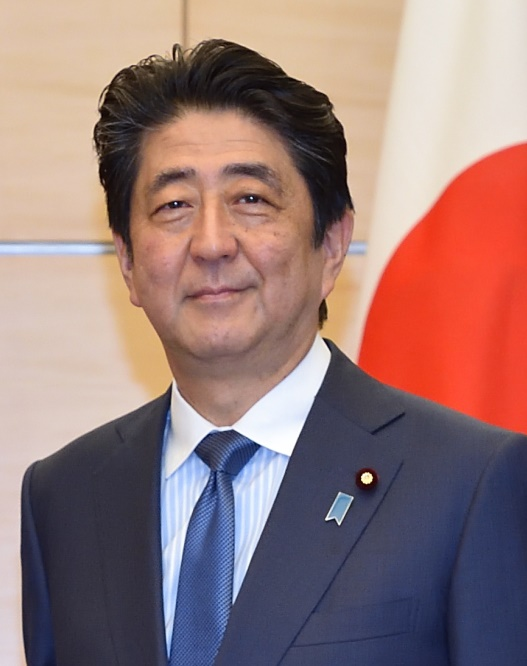
JPN Shinzō Abe, Primeiro-Ministro
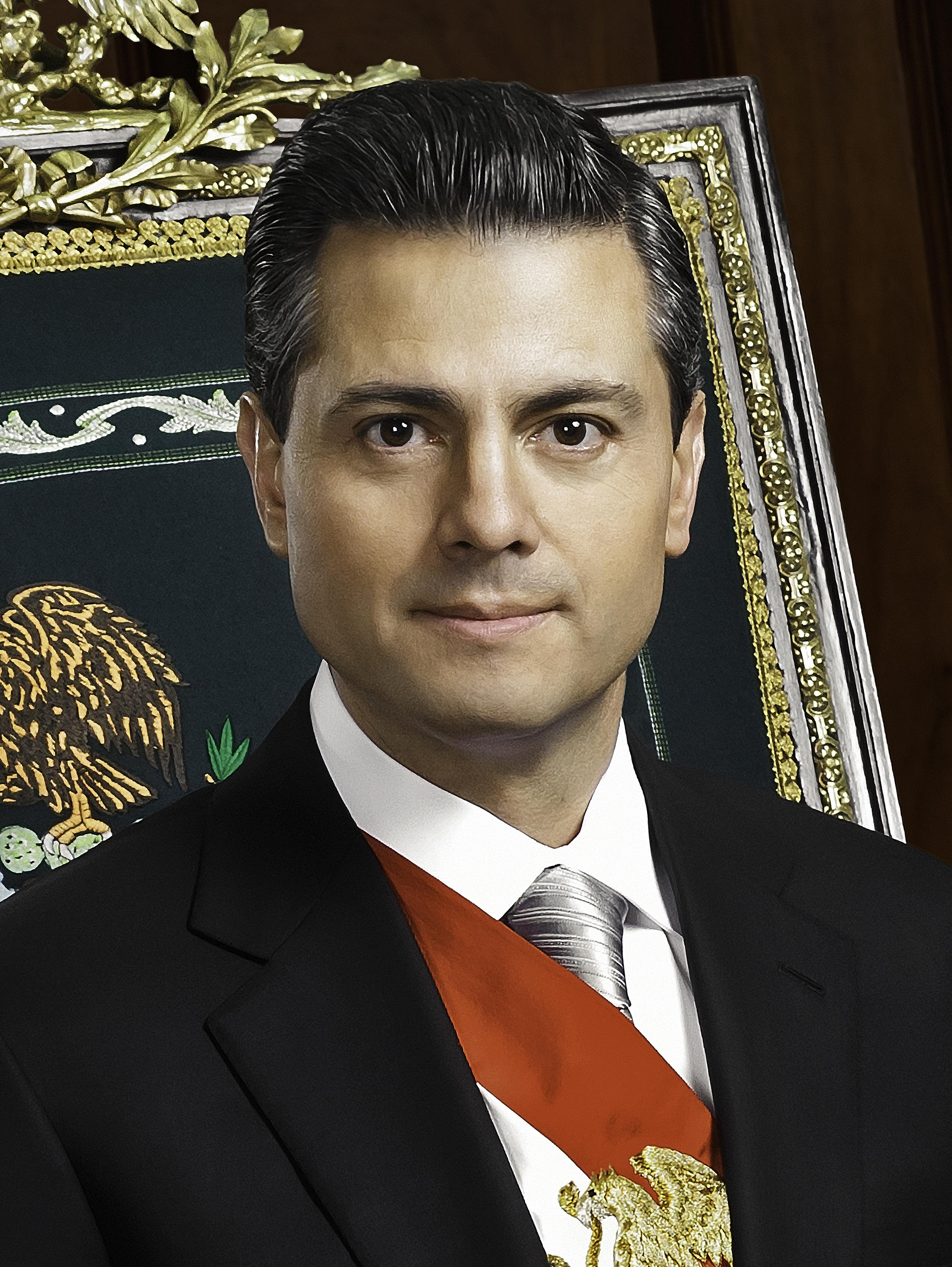
MEX Enrique Peña Nieto, Presidente
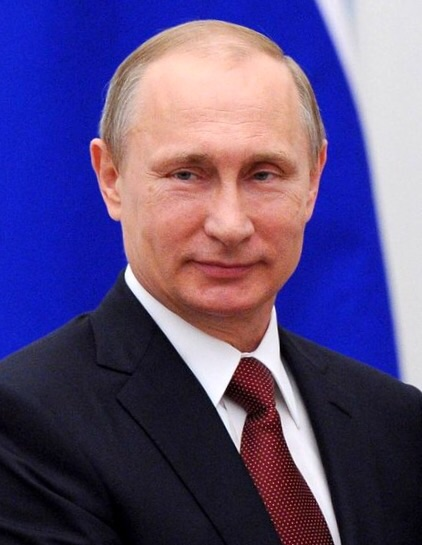
RUS Vladimir Putin, Presidente
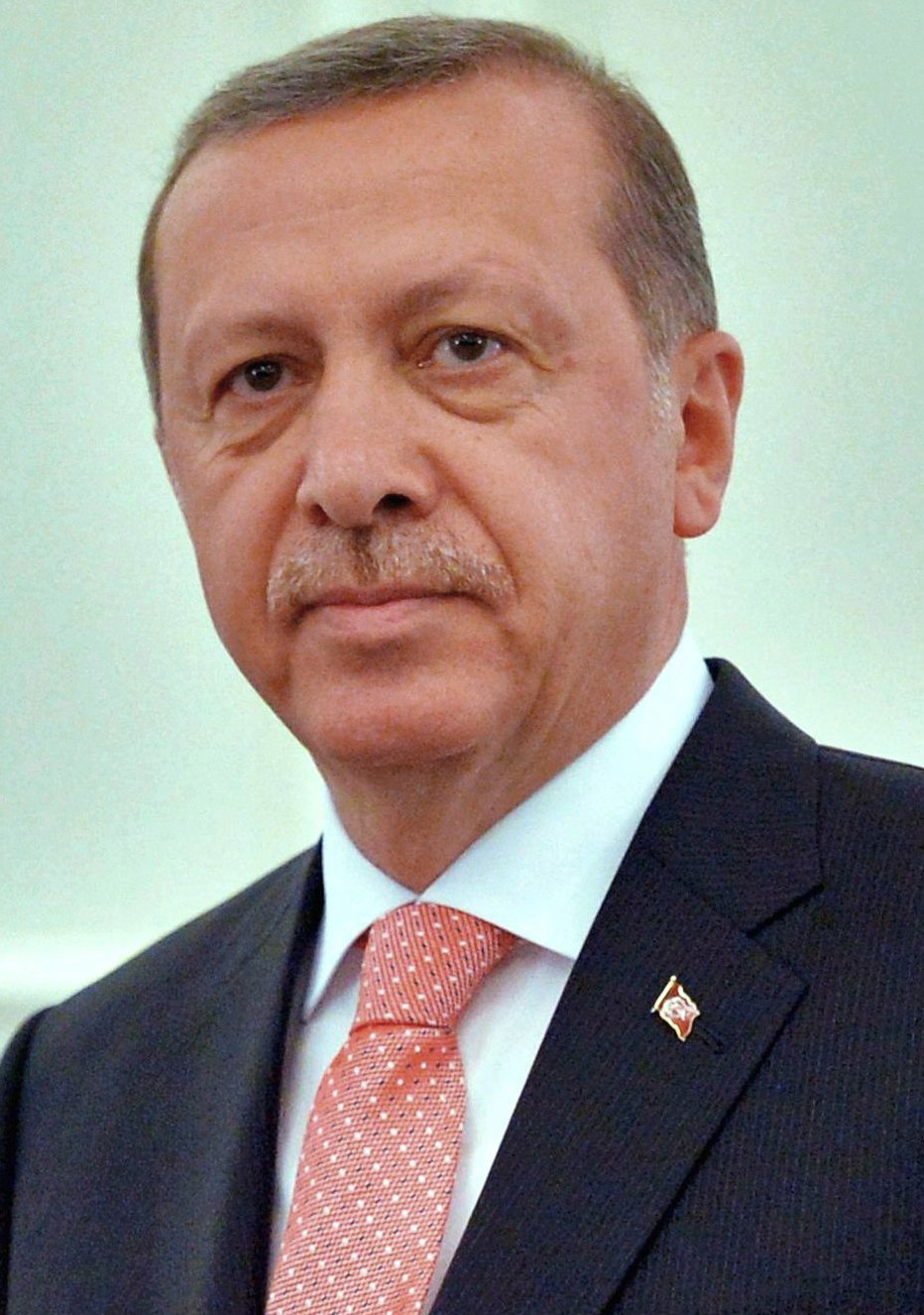
TUR Recep Tayyip Erdoğan, Presidente
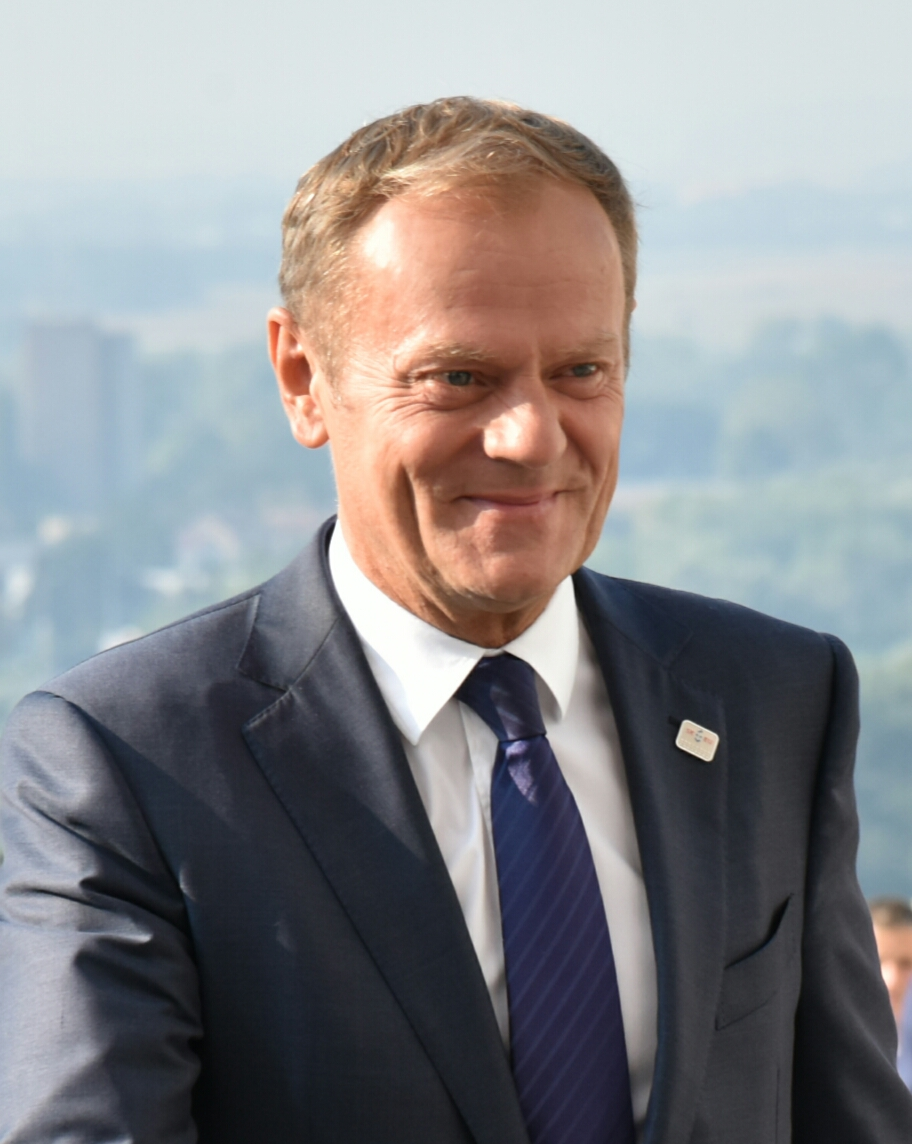
' Donald Tusk, Presidente do Conselho Europeu
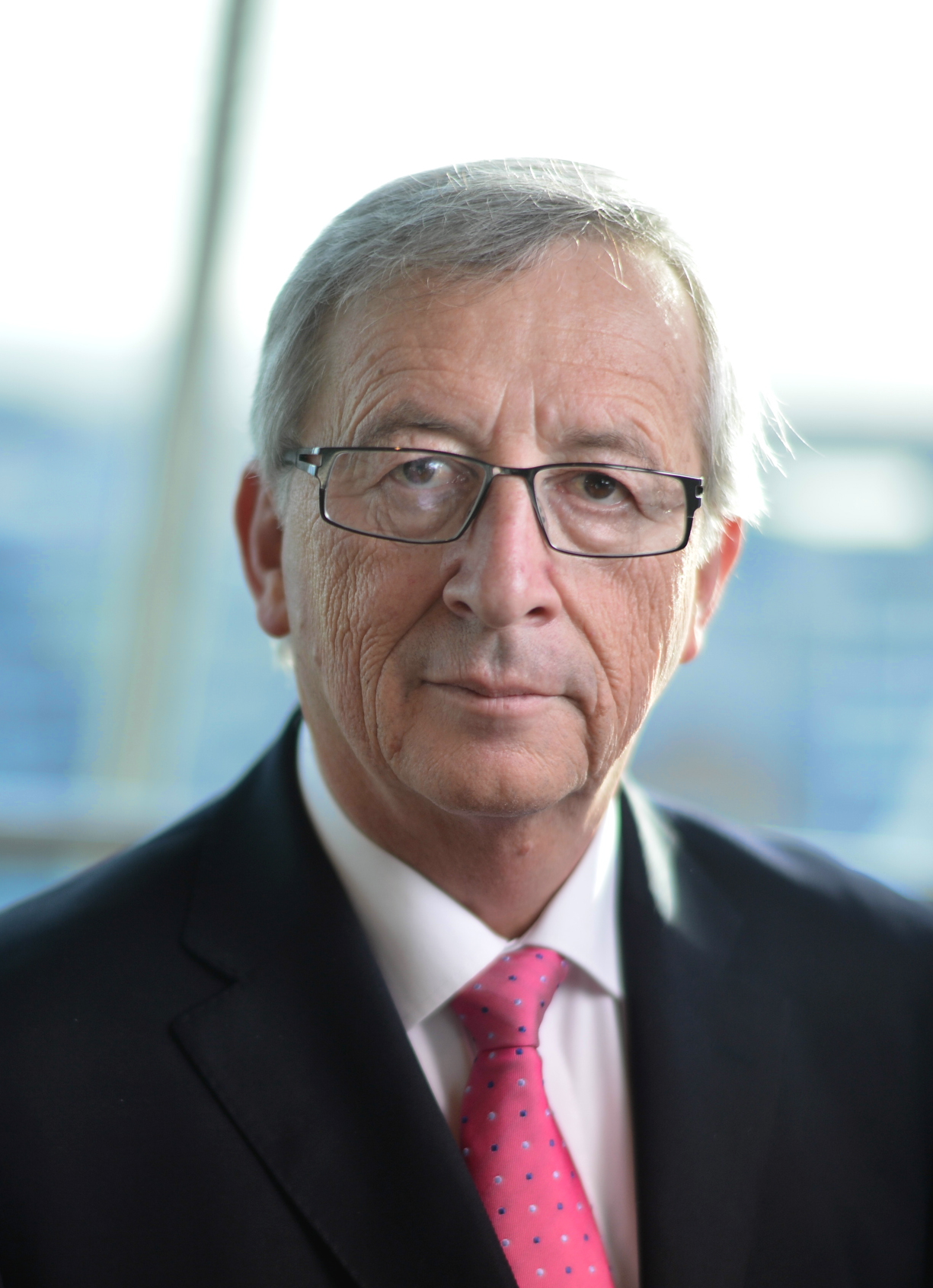
' Jean-Claude Juncker, Presidente da Comissão Europeia

- África do Sul
Jacob Zuma, Presidente
- Alemanha
Angela Merkel, Chanceler
- Argentina
Mauricio Macri, Presidente
- Austrália
Malcolm Turnbull, Primeiro-Ministro
- Brasil
Michel Temer, Presidente
- Canadá
Justin Trudeau, Primeiro-Ministro
- China
Xi Jinping, Presidente
- Coreia do Sul
Moon Jae-in, Presidente
- Estados Unidos
Donald Trump,  Presidente
- França
Emmanuel Macron, Presidente
- Índia
Narendra Modi, Primeiro-Ministro
- Indonésia
Joko Widodo, Presidente
- Itália
Paolo Gentiloni, Primeiro-Ministro
- Japão
Shinzō Abe, Primeiro-Ministro
- México
Enrique Peña Nieto, Presidente
- Rússia
Vladimir Putin, Presidente
- Turquia
Recep Tayyip Erdoğan, Presidente
- União Europeia
Donald Tusk, Presidente do Conselho Europeu
- União Europeia
Jean-Claude Juncker, Presidente da Comissão Europeia

### Convidados

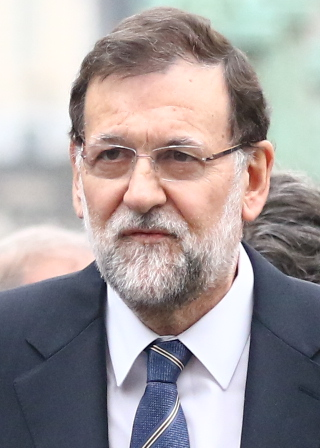
ESP Mariano Rajoy, Primeiro-Ministro, convidado permanente
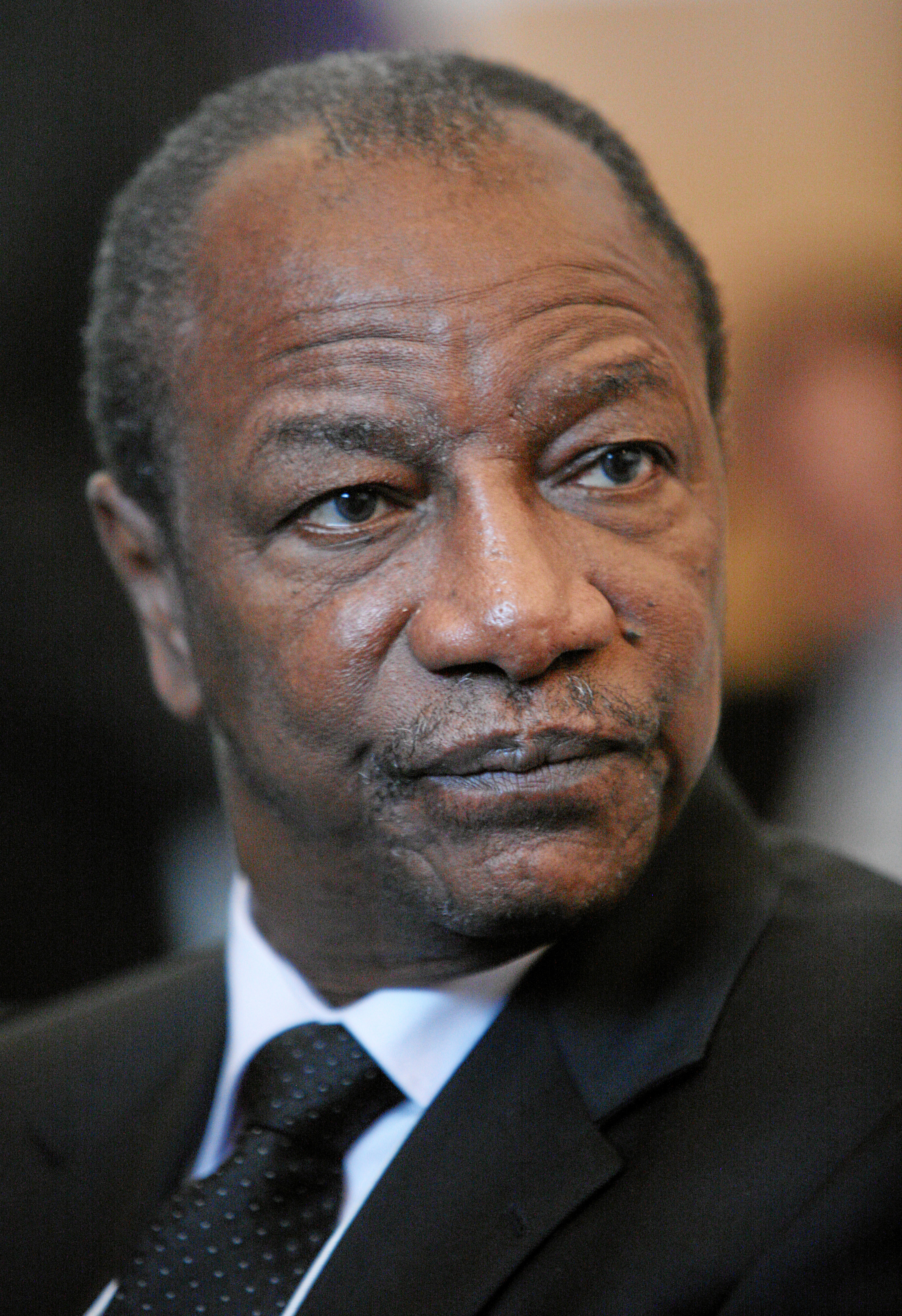
GIN Alpha Condé, Presidente
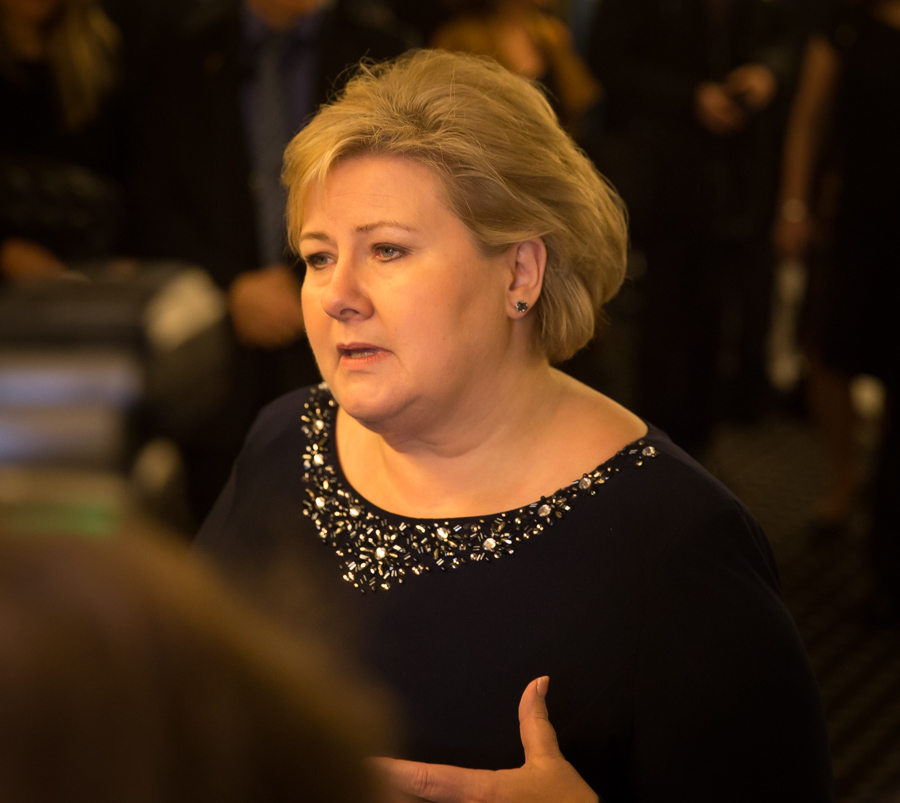
NOR Erna Solberg, Primeira-Ministra
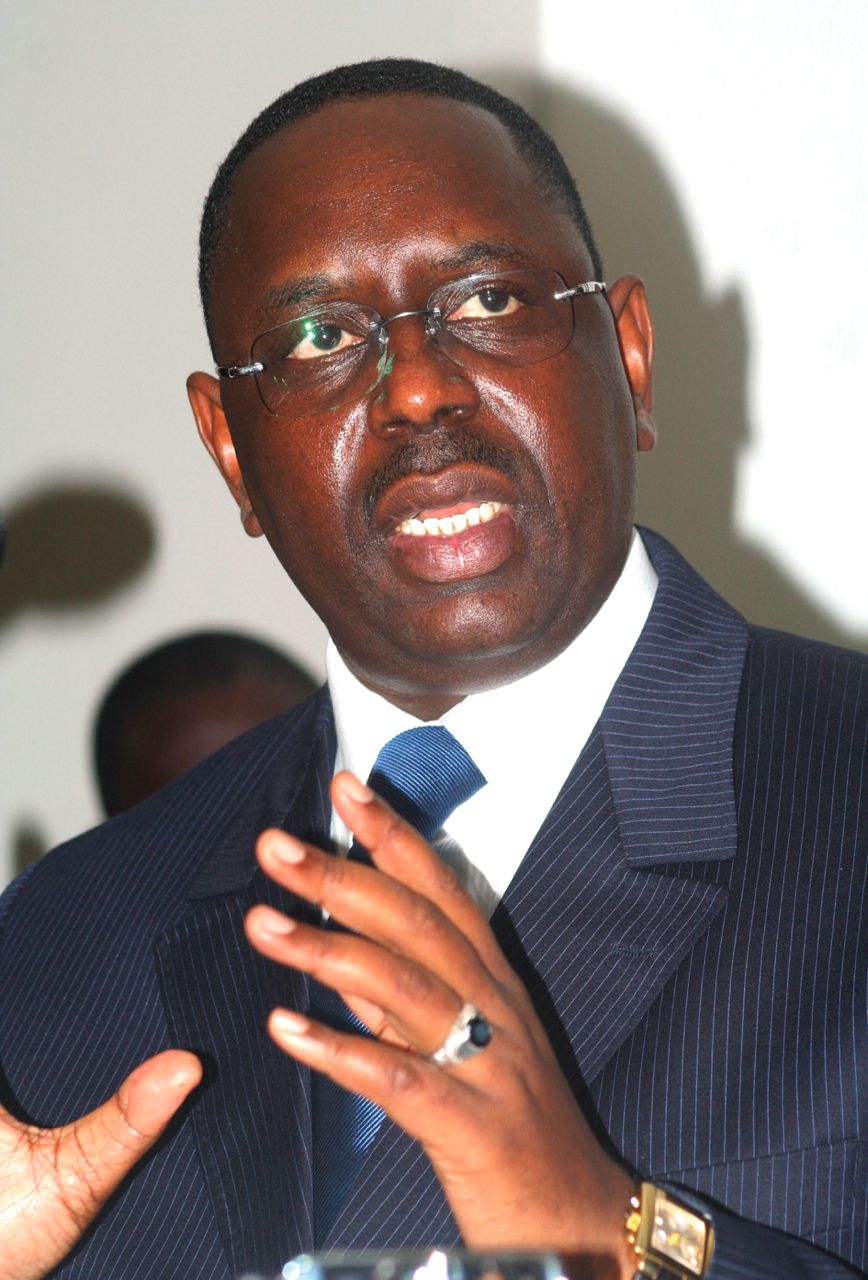
SEN Macky Sall, Presidente
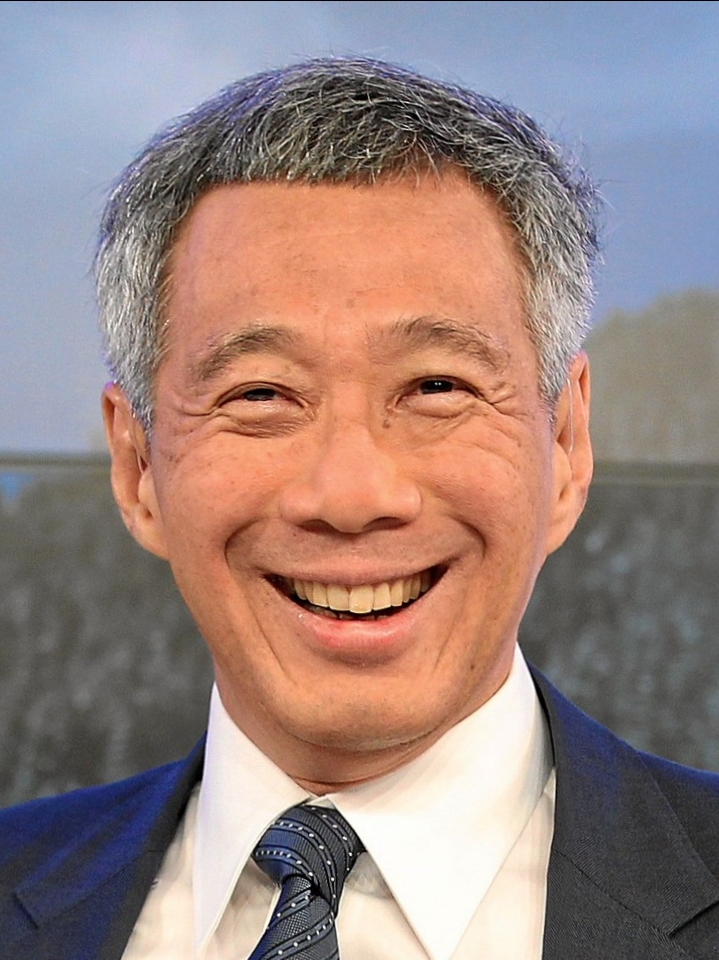
SGP Lee Hsien Loong, Primeiro-Ministro
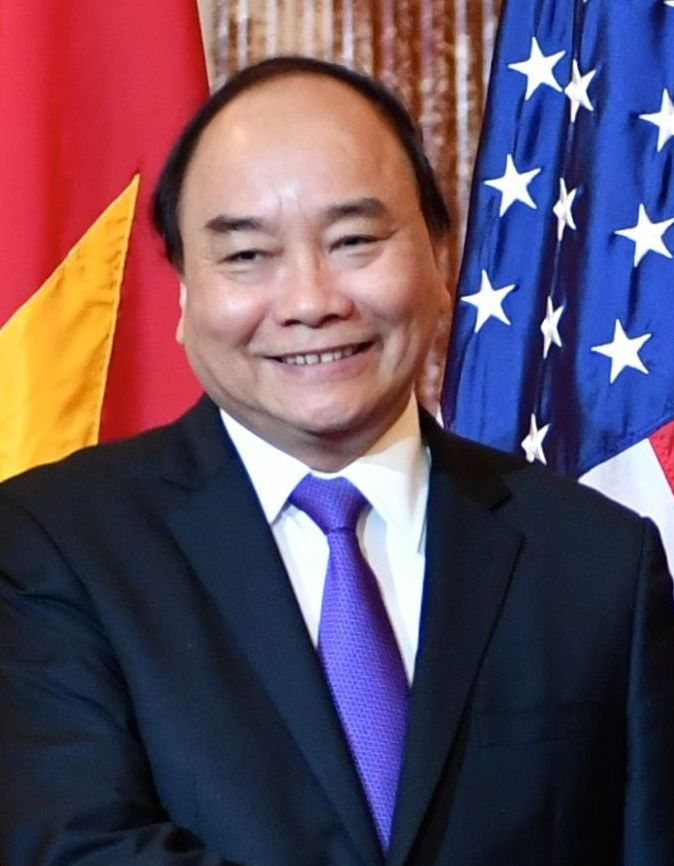
VNM Nguyễn Xuân Phúc, Primeiro-Ministro

- Espanha
Mariano Rajoy, Primeiro-Ministro, convidado permanente
- Guiné
Alpha Condé, Presidente
- Noruega
Erna Solberg, Primeira-Ministra
- Senegal
Macky Sall, Presidente
- Singapura
Lee Hsien Loong, Primeiro-Ministro
- Vietname
Nguyễn Xuân Phúc, Primeiro-Ministro

## Organizações internacionais

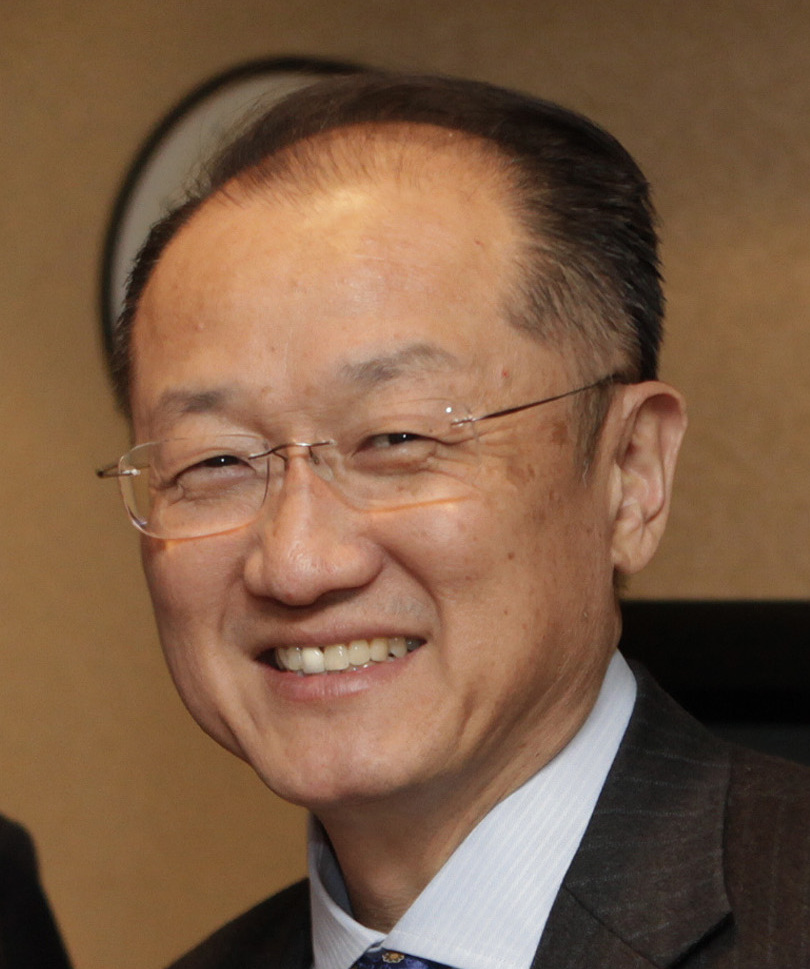
Banco Mundial Jim Yong Kim, Presidente
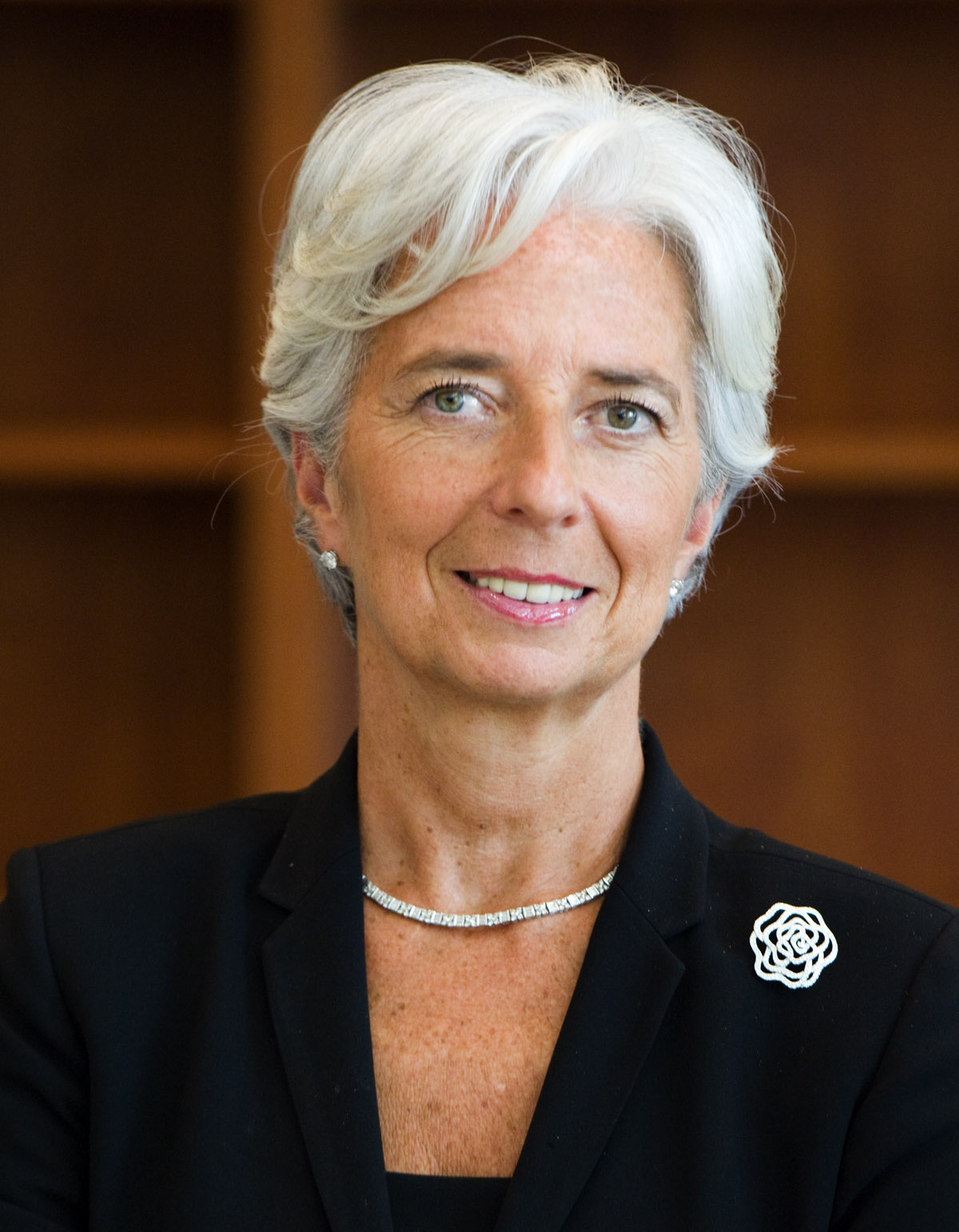
Fundo Monetário Internacional (FMI) Christine Lagarde, Diretora-geral
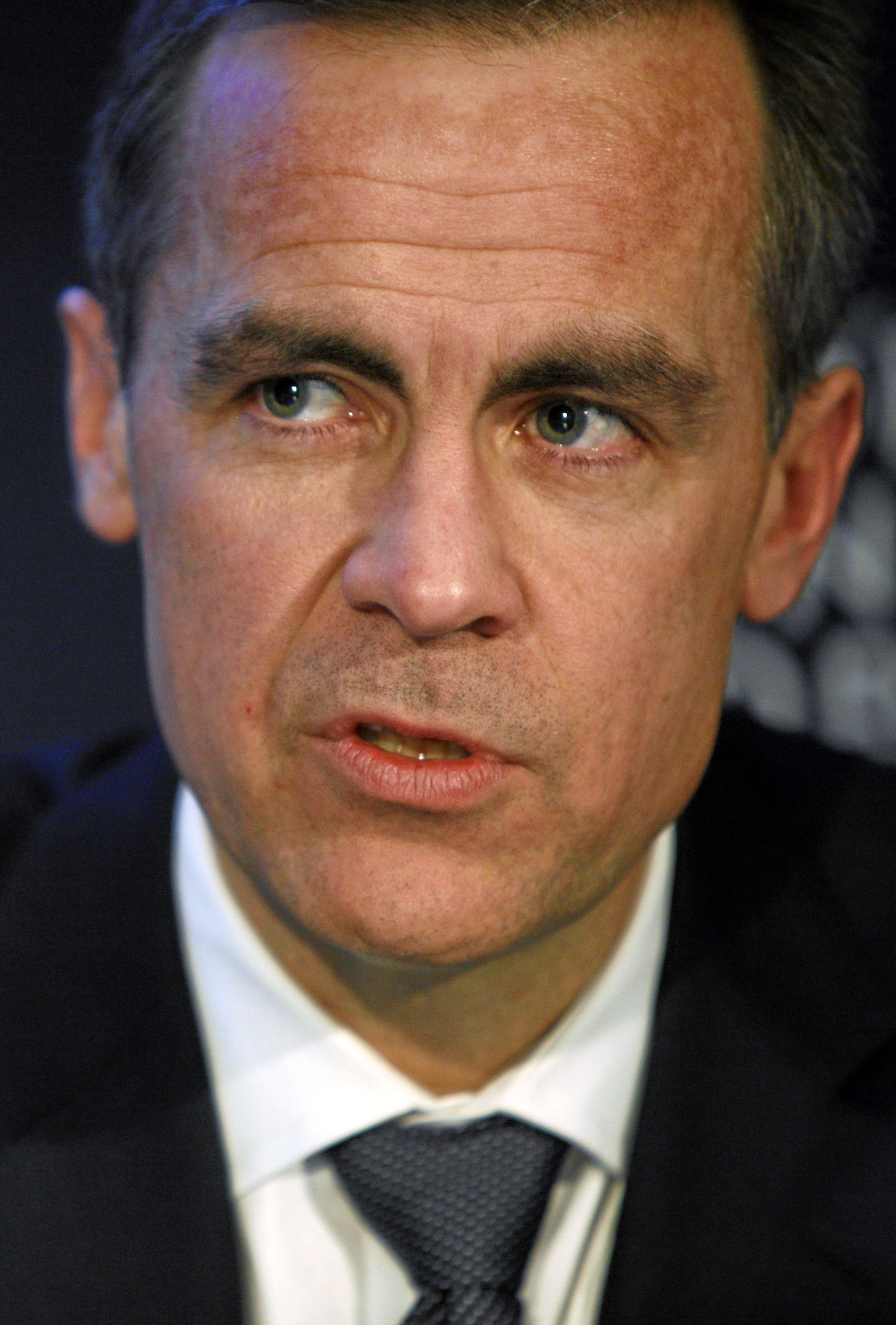
Conselho de Estabilidade Financeira (CEF) Mark Carney, Presidente
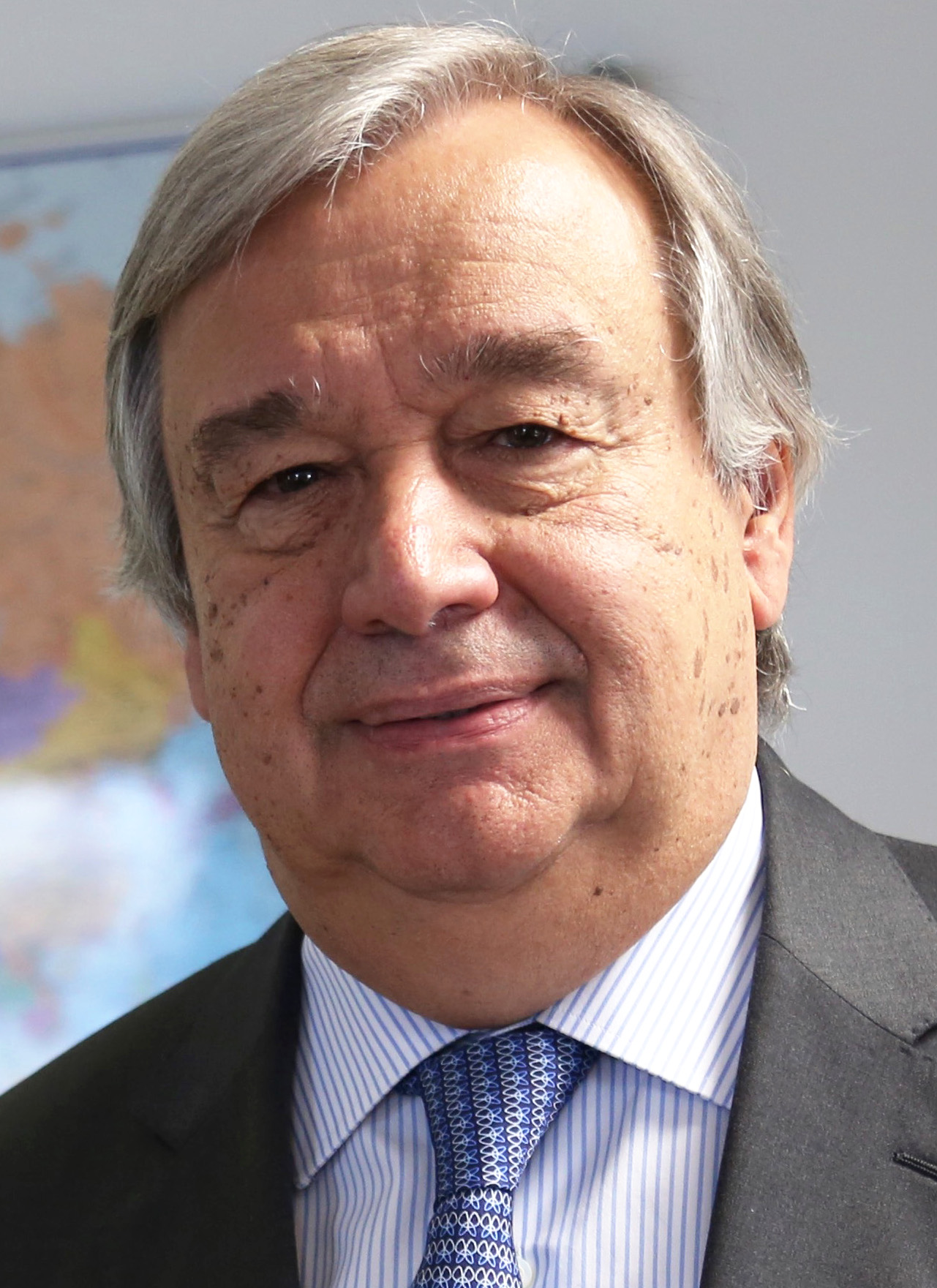
Nações Unidas António Guterres, Secretário-geral
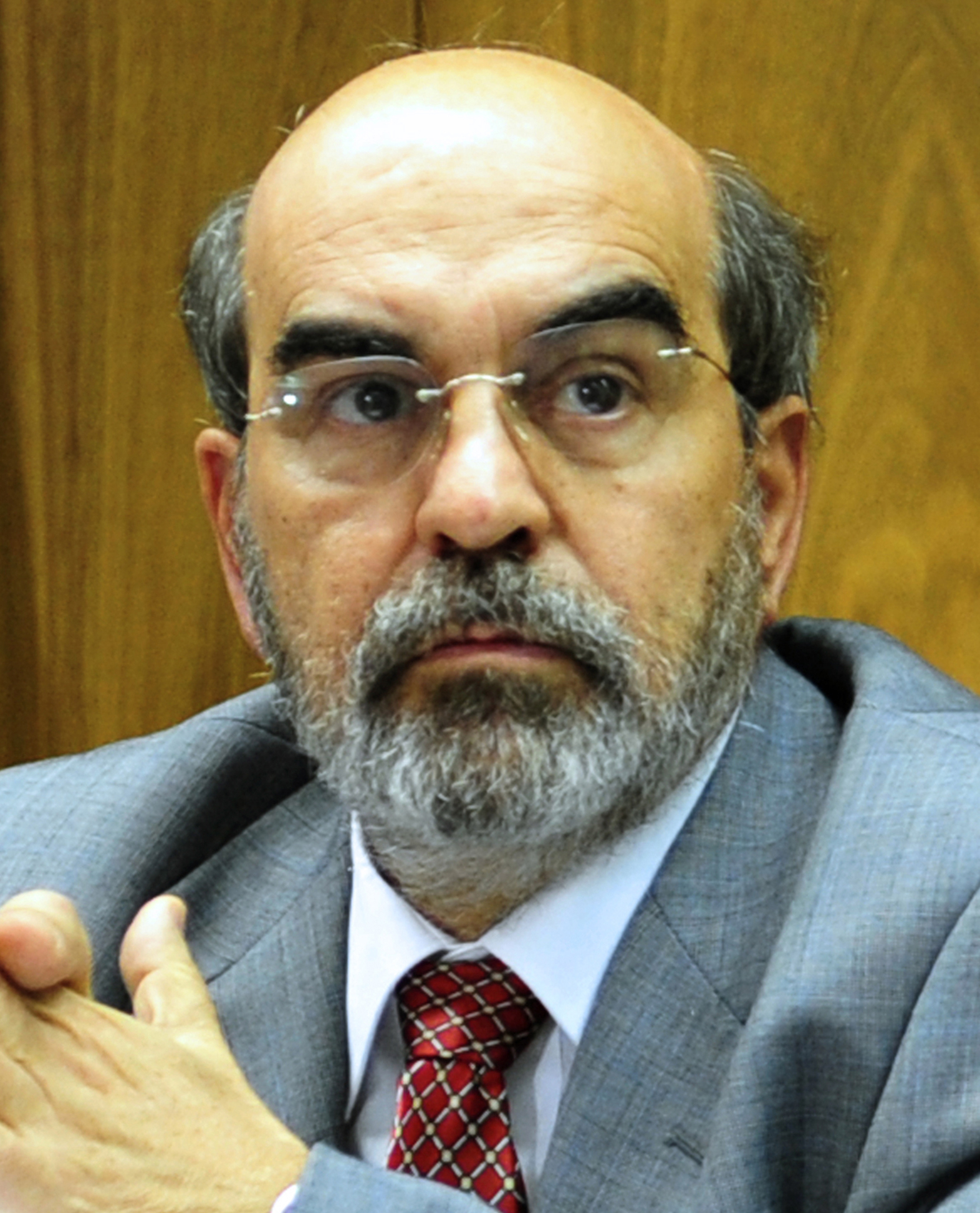
Organização das Nações Unidas para Alimentação e Agricultura (FAO) José Graziano da Silva, Diretor-geral
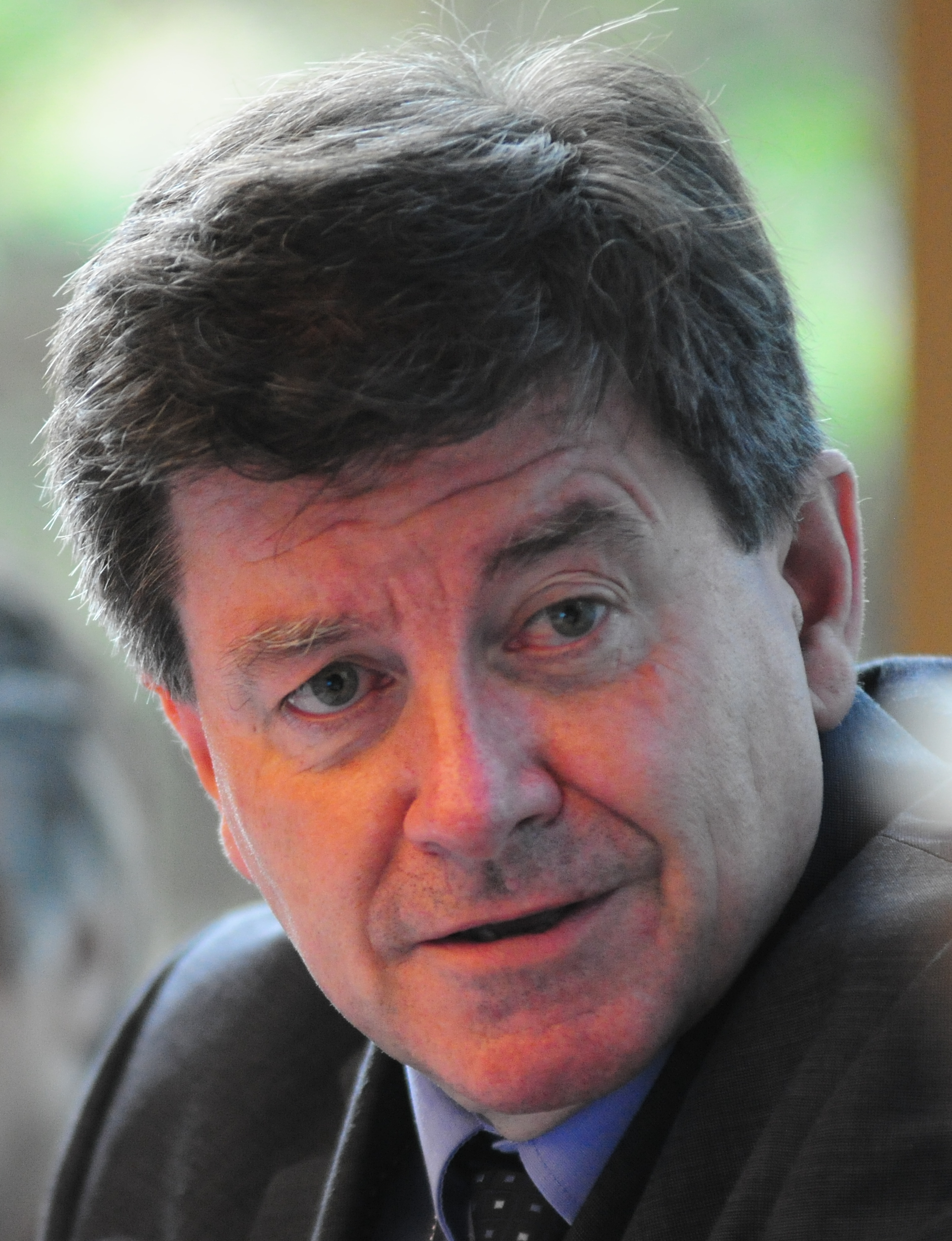
Organização Internacional do Trabalho (OIT) Guy Ryder, Diretor-geral
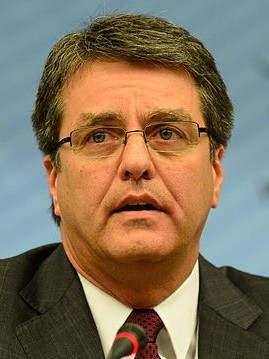
Organização Mundial do Comércio (OMC) Roberto Azevêdo, Diretor-geral
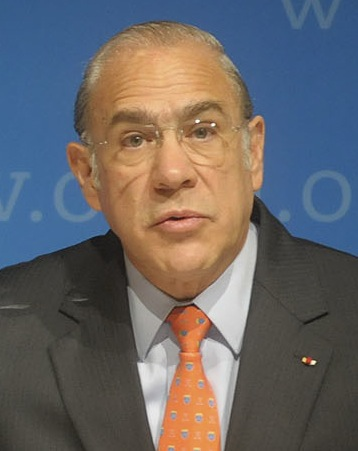
Organização para a Cooperação e Desenvolvimento Económico (OCDE) José Ángel Gurría, Secretário-geral
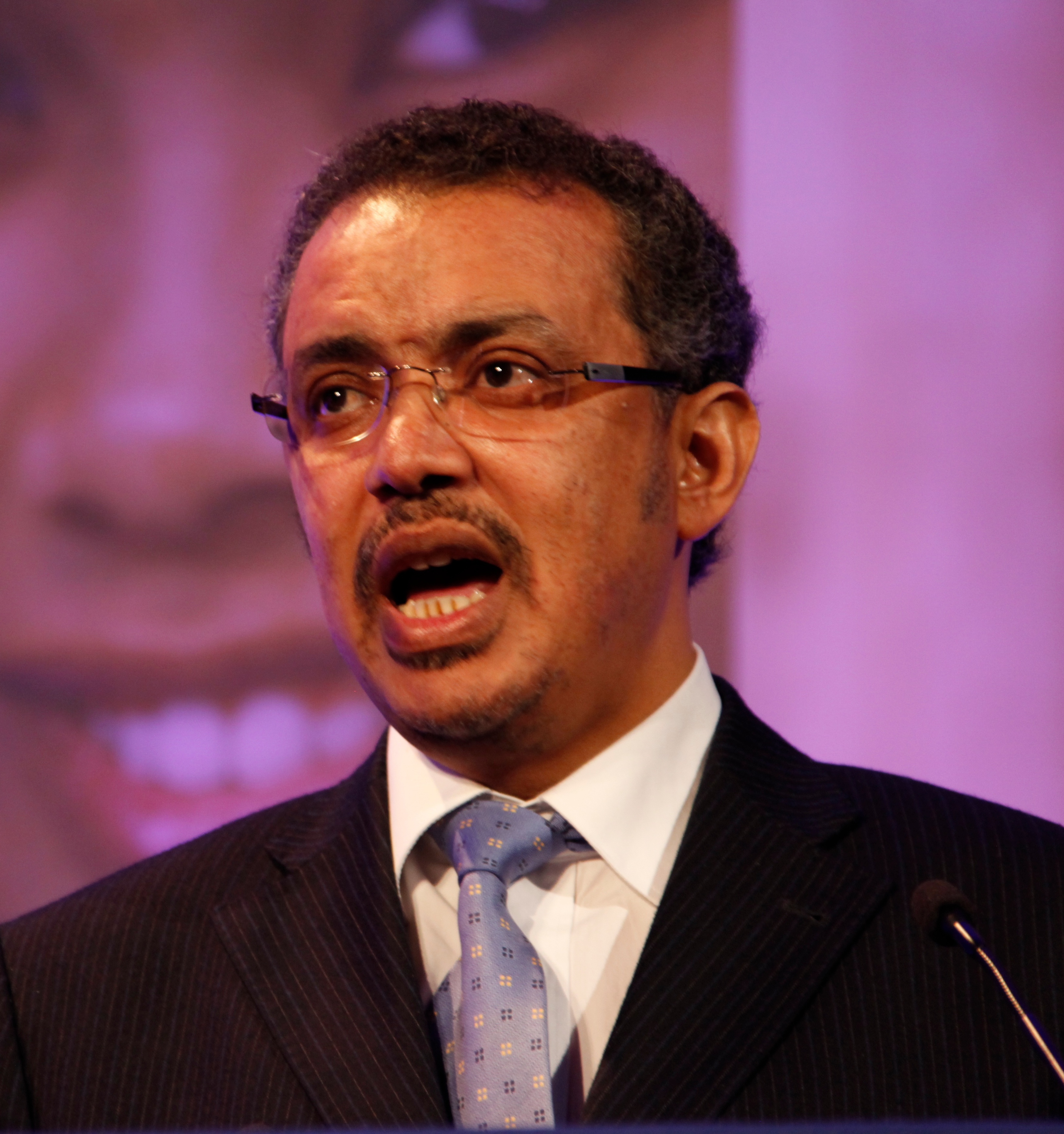
Organização Mundial da Saúde (OMS) Tedros Adhanom, Diretor-geral

## Crises

### Brasil
O presidente brasileiro ameaçado com acusações de corrupção, cancelou em 29 de junho sua viagem à Hamburg sem dar explicações. O maior motivo foi devido ao processo de suborno do frigorífico JBS S.A.

Em 4 de julho de 2017 Temer mudou seu posicionamento e decidiu atender ao encontro.

### Arábia Saudita
Salman bin Abdulaziz Al Saud, Rei da Arábia Saudita, cancelou sua vinda, em razão da crise do Qatar.
O ministro das Finanças Mohamed Bin Abdullah Al-Jadaan o representou.

## Protestos

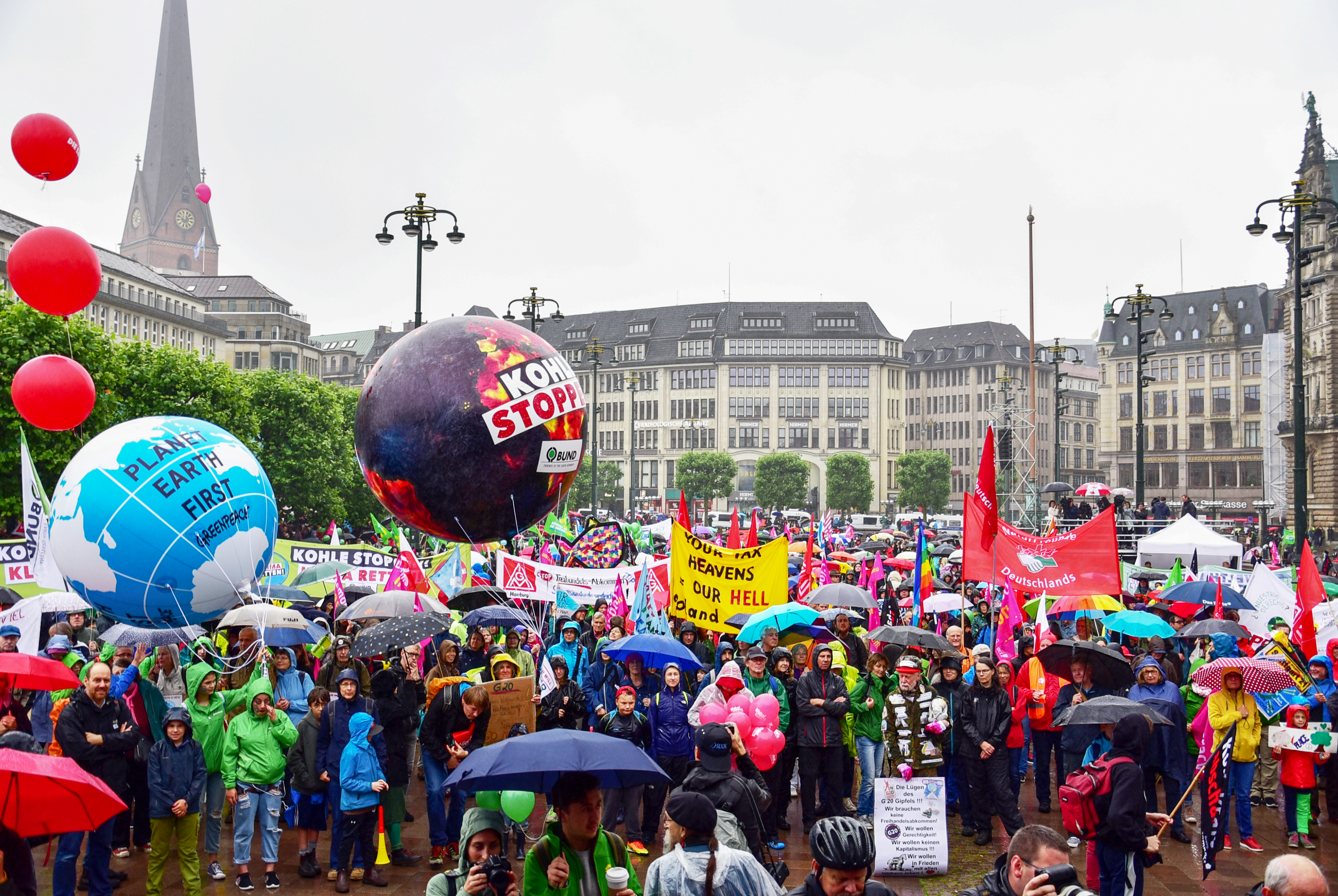
Protestos ambientalistas contra a realização do evento

Incêndios esporádicos provocados em automóveis estacionados em lugares remotos, como no bairro Blankenese, tem ocorrido regularmente na cidade por ação de desconhecidos. 
Na noite de 18 de Junho de 2017, indivíduos em Berlin, Hamburgo, Colônia, Dortmund, Leipzig e Bad Bevensen causaram um total de 13 incêndios em trilhos ferroviários alemães.
Em 19 de Junho, um grupo chamado „Shutdown G20 – Hamburg vom Netz nehmen!“ (Desligar Hamburgo da rede elétrica) escreveu uma carta de ataques na internet.
Em 2 de Julho, o Greenpeace obrigou o navio bulker de carvão Golden Opportunity advindo de Murmansk a parar na área da Airbus antes de ir à siderúrgica na ponte do trecho de Kohlbrand. A polícia interveio e este posteriormente seguiu normalmente o descarregamento da carga.
Protestos passivos de barracas acampadas foram permitidos em parques sob vigilância da Polícia.